# Antonio Rivas Martínez
Antonio Rivas Martínez (Alcázar de San Juan, 13 settembre 1965) è un ex calciatore e allenatore di calcio spagnolo. In attività giocava nel ruolo di difensore. Con 239 presenze è al 18º posto tra i calciatori che hanno più presenze con la maglia del Real Oviedo.

## Carriera

### Club
Antonio Rivas ha iniziato la sua carriera calcistica nell'Atlético Madrid B, con cui ha giocato dal 1984 al 1987, collezionando 52 presenze e 2 reti. È stato poi promosso in prima squadra, giocando 4 partite e segnando un gol con l’Atlético Madrid nella stagione 1987-1988.
Nella stagione successiva si è trasferito al RCD Mallorca, con cui ha disputato 25 partite e segnato 4 reti. Nel 1989 è passato al Real Oviedo, dove ha vissuto la parte più importante della sua carriera: in nove stagioni ha collezionato 239 presenze e 15 gol, diventando uno dei calciatori con più presenze nella storia del club.
Ha poi giocato due stagioni all’Albacete Balompié, con 46 presenze e una rete, prima di chiudere la carriera al Benidorm CF nel 2001.

### Allenatore
Dopo il ritiro ha intrapreso la carriera da allenatore, guidando per tre anni il Real Oviedo. Successivamente ha allenato diverse squadre tra cui Atlético Madrileño, Atlético Madrid B, CF Fuenlabrada e AD Alcorcón B.